# Базиліка Святого Павла за мурами
Базиліка Святого Павла за міськими мурами (італ. Basilica di San Paolo fuori le Mura; Базиліка Сан-Паоло-фуорі-ле-Мура) — одна з чотирьох великих, або патріарших, базилік Рима (поряд з Собором св. Петра, Базиліка в св. Івана в Латерано і базилікою Санта-Марія-Маджоре) та двох базилік в Ассізі римо-католицької церкви. На відміну від усіх інших, розташована за Авреліановим муром, у південній частині Рима. У 1980 р. внесена до Списку світової спадщини.

## Історія
Назва базиліки походить від місця її розташування, що знаходиться за античним Авреліановим муром, який зберігся до сьогодні. Апостола Павла, як римського громадянина схопили і доправили до Рима, де його стратили у 67 році — відтяли голову. Поховали його за межами міста у місці, що називалось лат. ad aquas salvias (на водах життя), сьогодні Tre Fontane (три джерела) недалеко Остійської дороги. Християни добре знали могилу апостола. Як це видно з копії накриття гробу в нього опускали речі для посвячення. За завданням імператора Констянтина над гробом апостола Павла збудували першу базиліку і освятили близько 324 року. Пізніше, у 386 році її суттєво збільшили.

## Архітектура
Ця єдина антична церква збереглася до 1823 року. Однак у ніч з 15 на 16 липня того року вона сильно пошкоджена вогнем. Архітектор Луїджі Полетті відбудував базиліку використавши частини будови, що збереглися. У 1854 році її, новозбудовану, освятив папа Пій IX.
На початку XX століття за проєктом Г. Гальдеріні перед головним фасадом добудовано чотирикутний зал з колонами, посередині якого стоїть статуя апостола Павла. Фасад прикрашено мозаїкою з вироблений у цехах у Ватикані. На вході знаходяться Святі двері (італ. Porta Sacra).
Балдахін, що знаходиться над могилою апостола Павла, виготовив у XIII столітті Арнольфо ді Камбіо. Під вівтарем міститься власне могила апостола Павла. Над ними знаходиться тріумфальна арка V століття — подарунок імператриці Галли Плацидії. Арка, балдахін та аспіс прикрашено мозаїкою XIII століття. Алебастрові вікна — подарунок принца Мохамеда Алі з Єгипту, а малахітовий вівтар — російського царя Миколи I.
Над колонами розташовуються портрети 265 пап. Портрети до XVI століття — уявні зображення.

## Розміщення
Базиліка розташовується на Остійській дорозі (Via Ostiensis) 2 км на південь від Порта-Сан-Паоло. Метро — зупинка Basilica San Paolo лінії В.

## Галерея

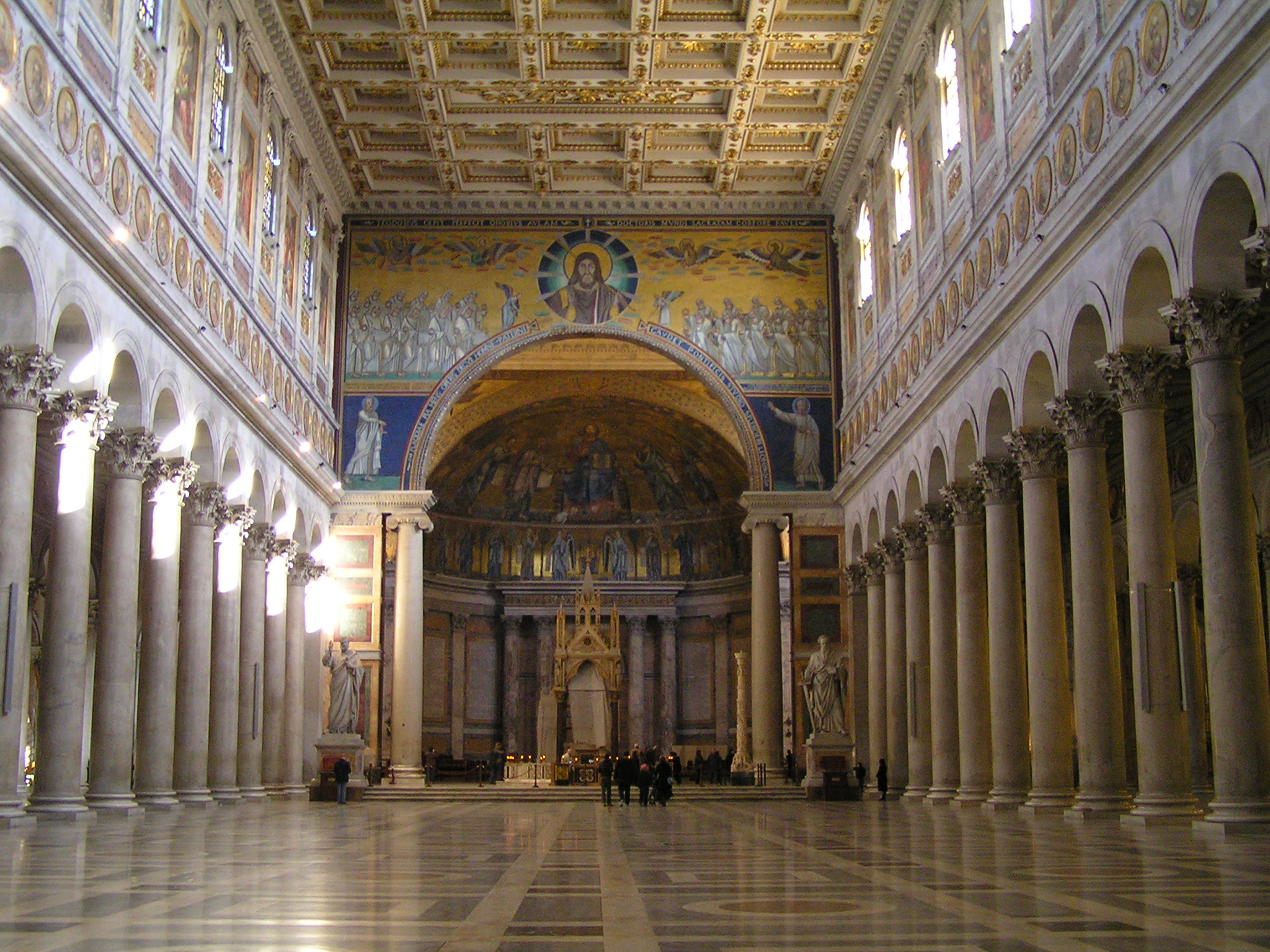
Внутрішнє оздоблення
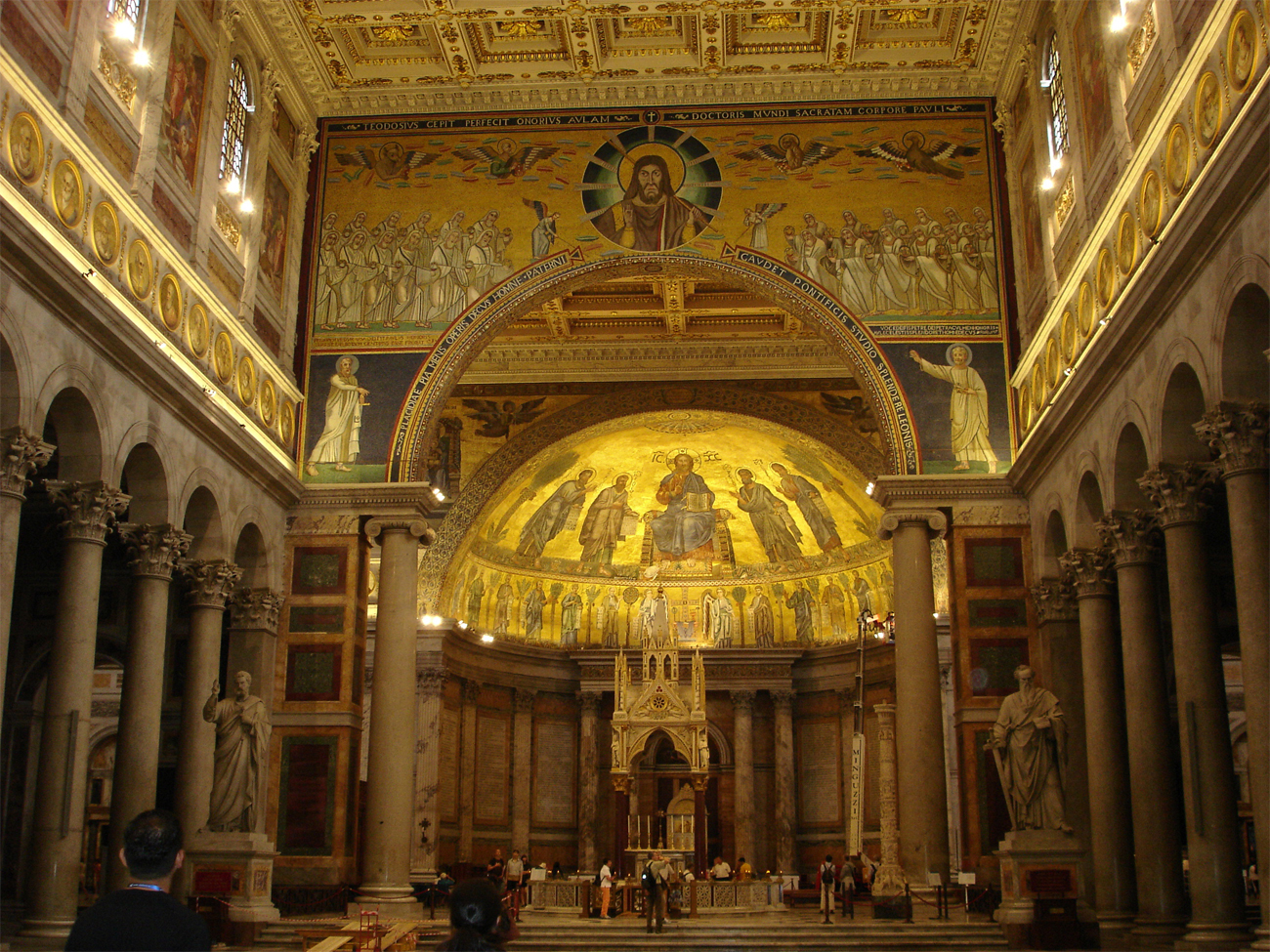
Внутрішнє оздоблення
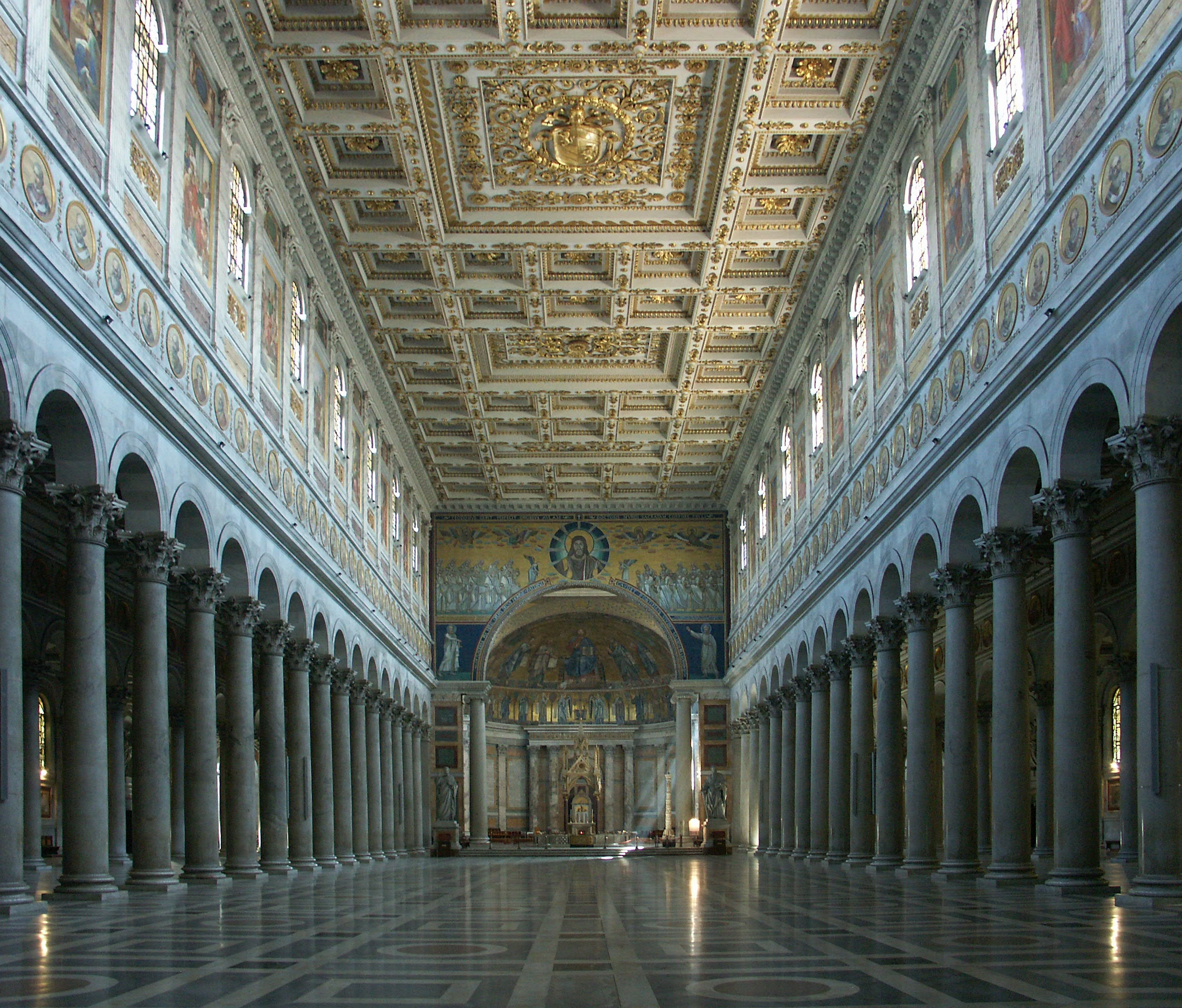
Внутрішнє оздоблення
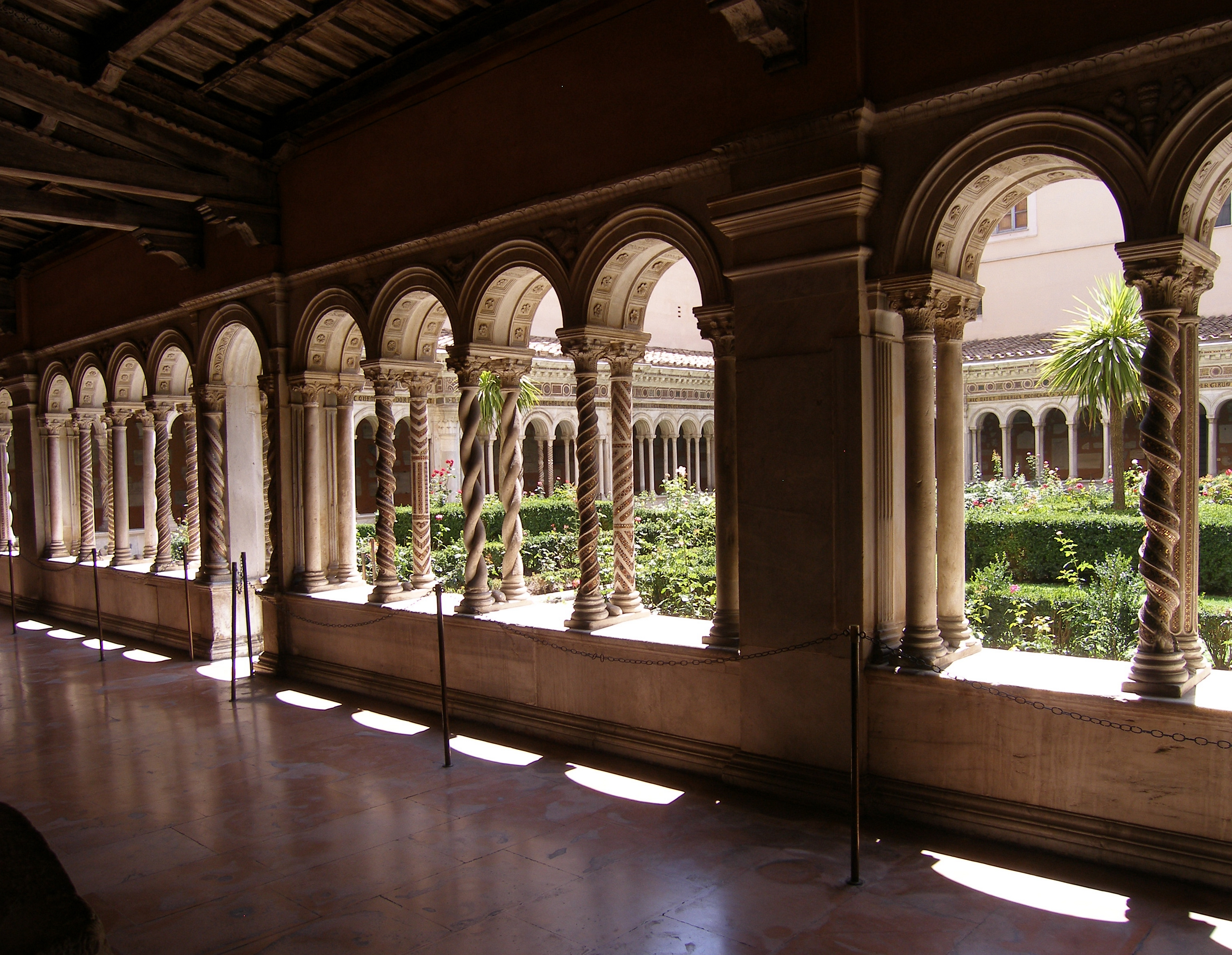
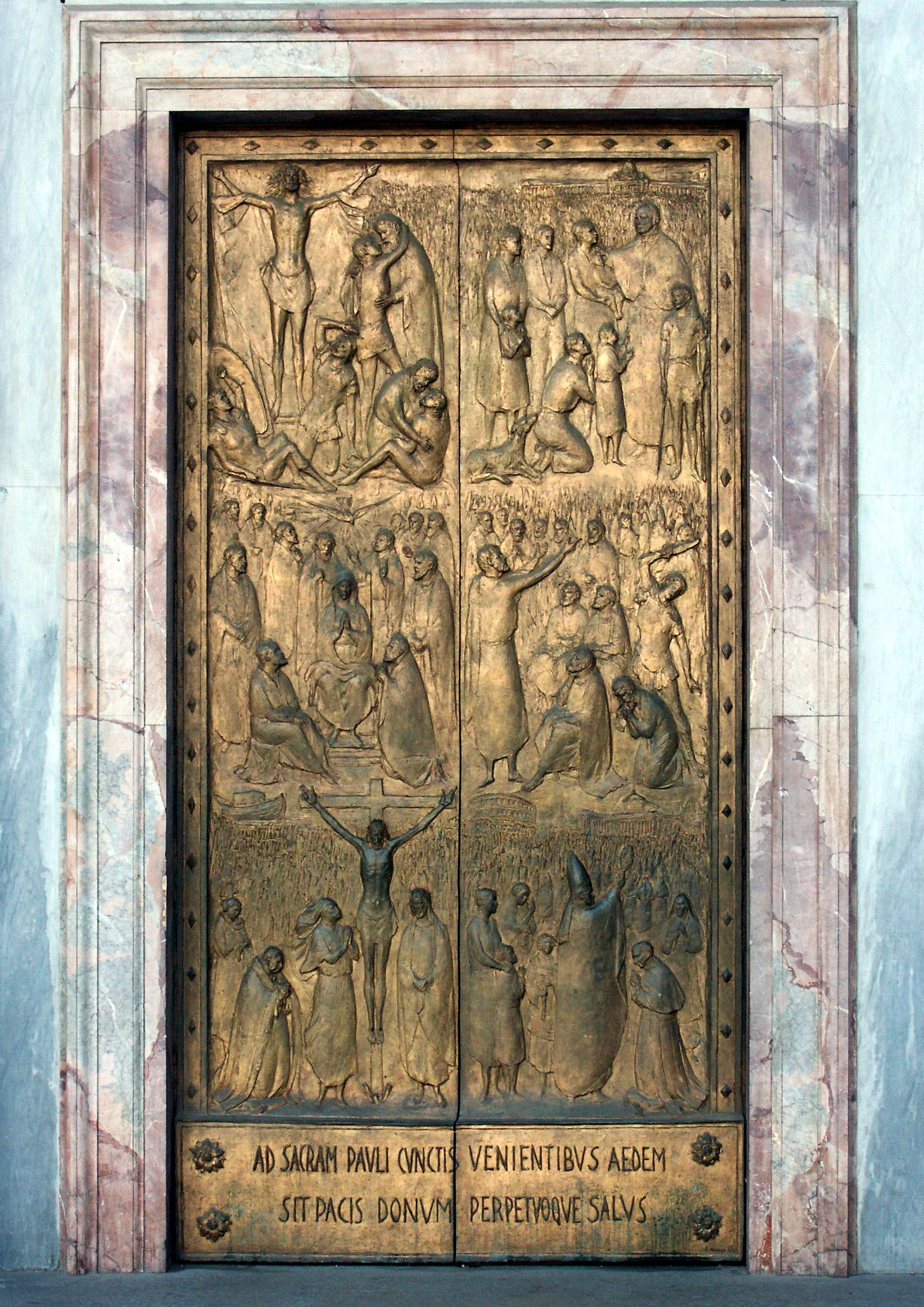
Святі двері
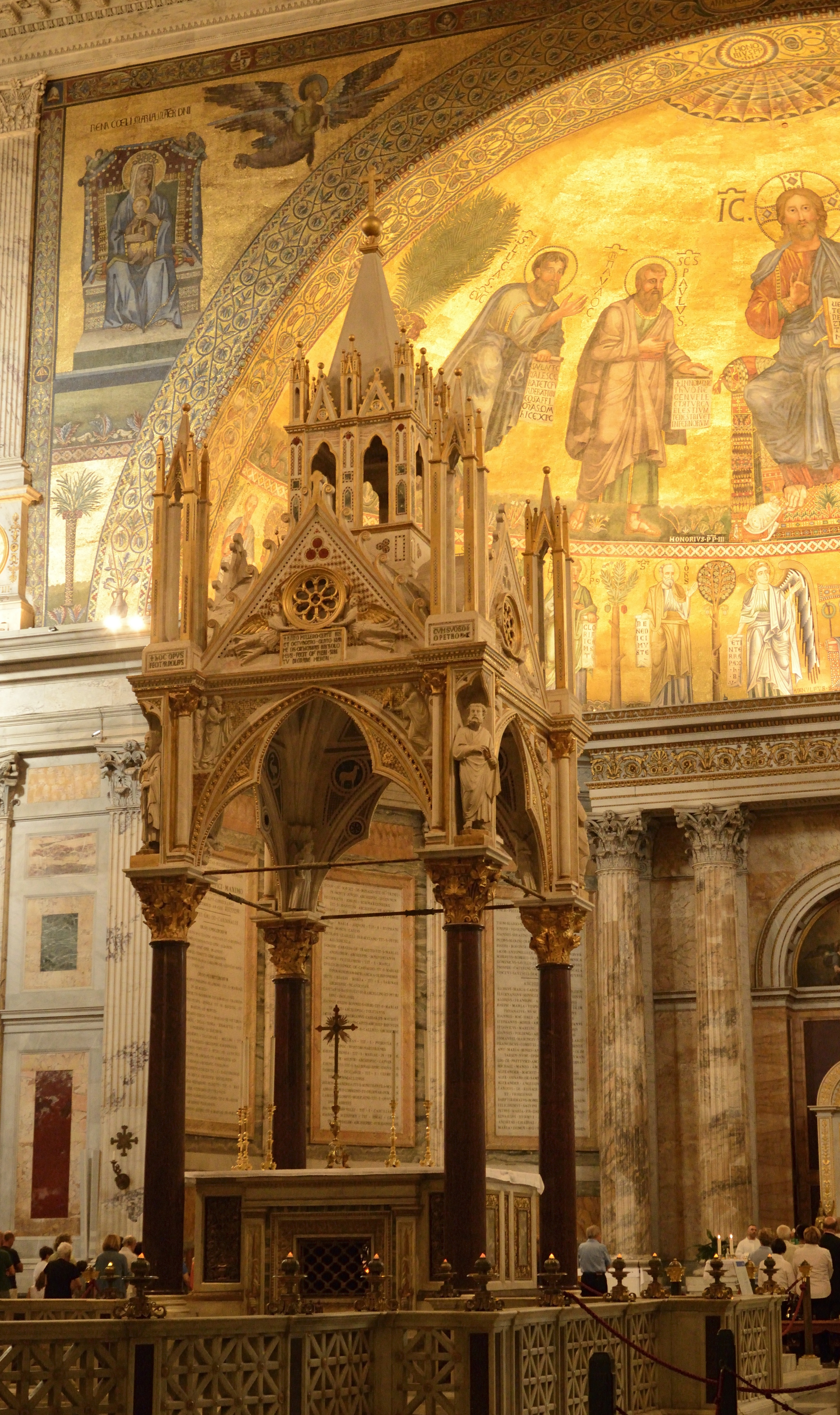
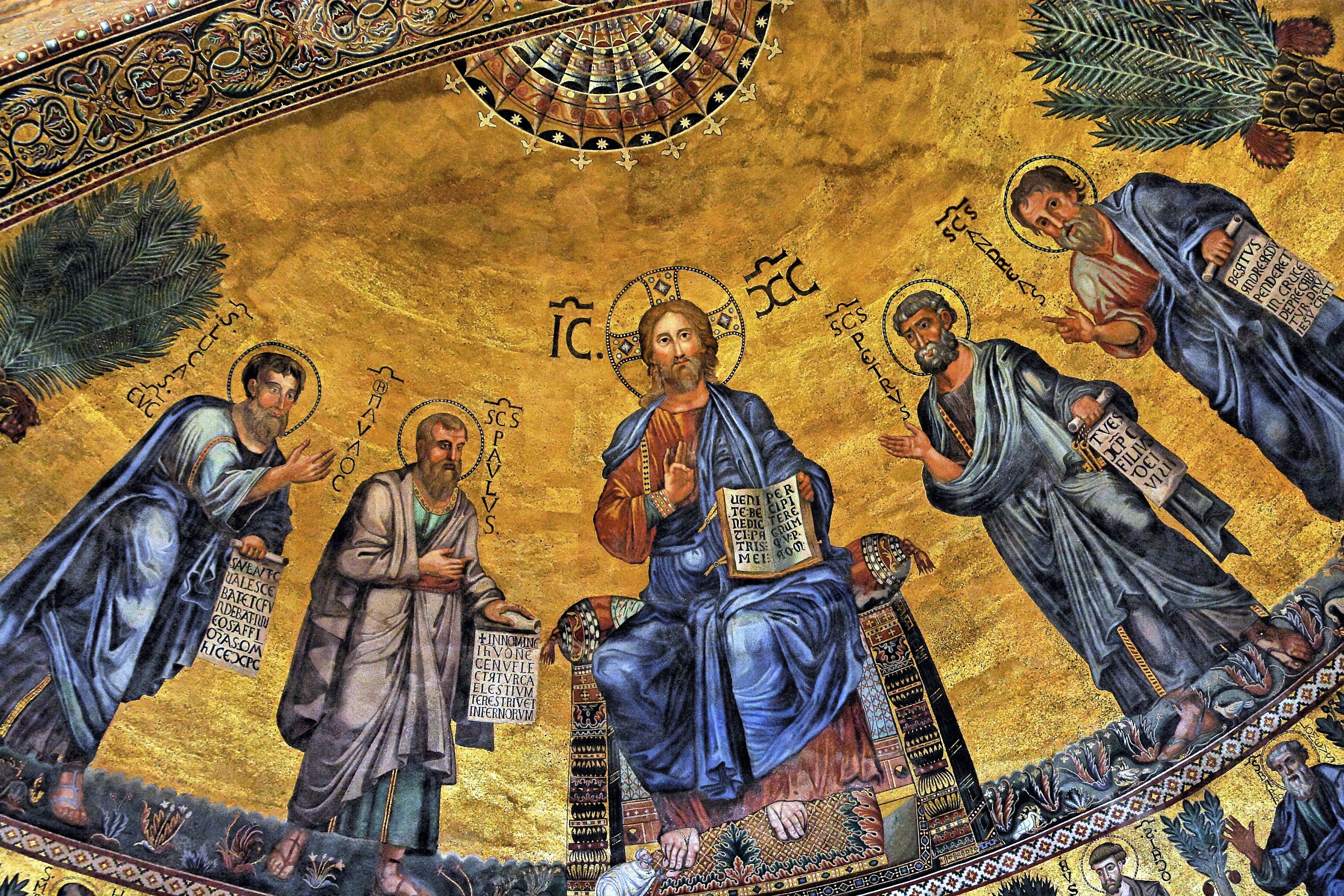
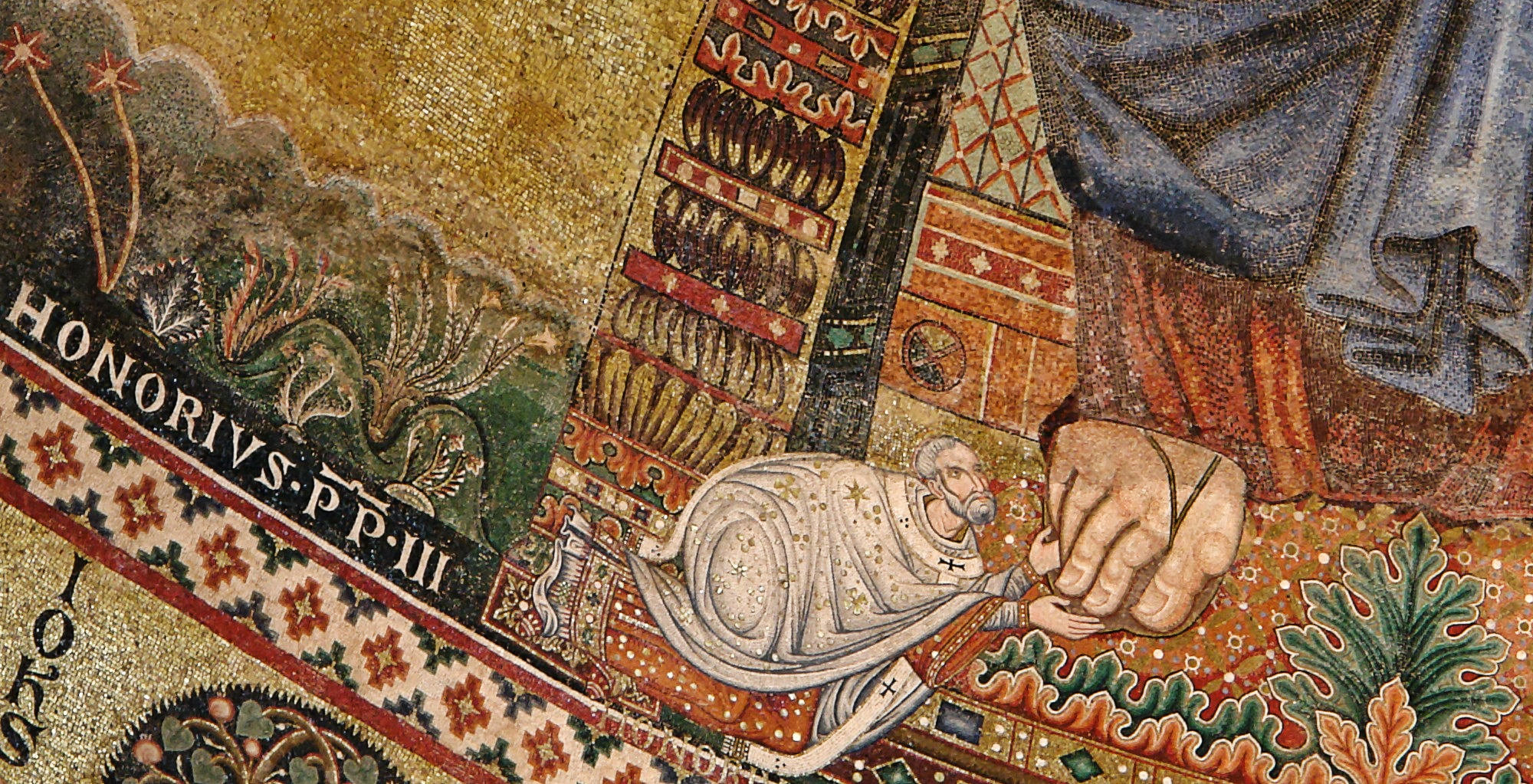
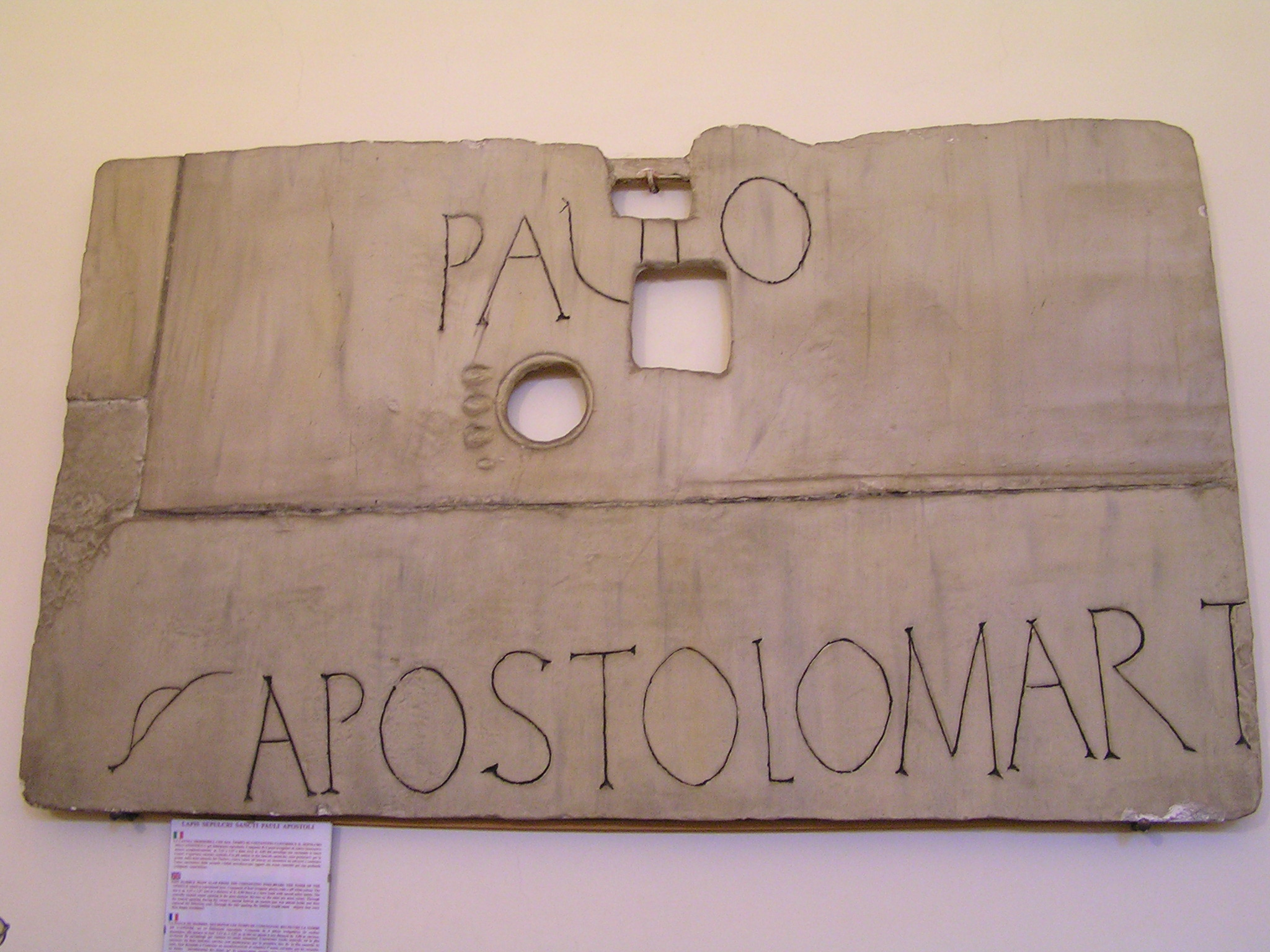
Копія віка (покришки) домовини апостола Павла
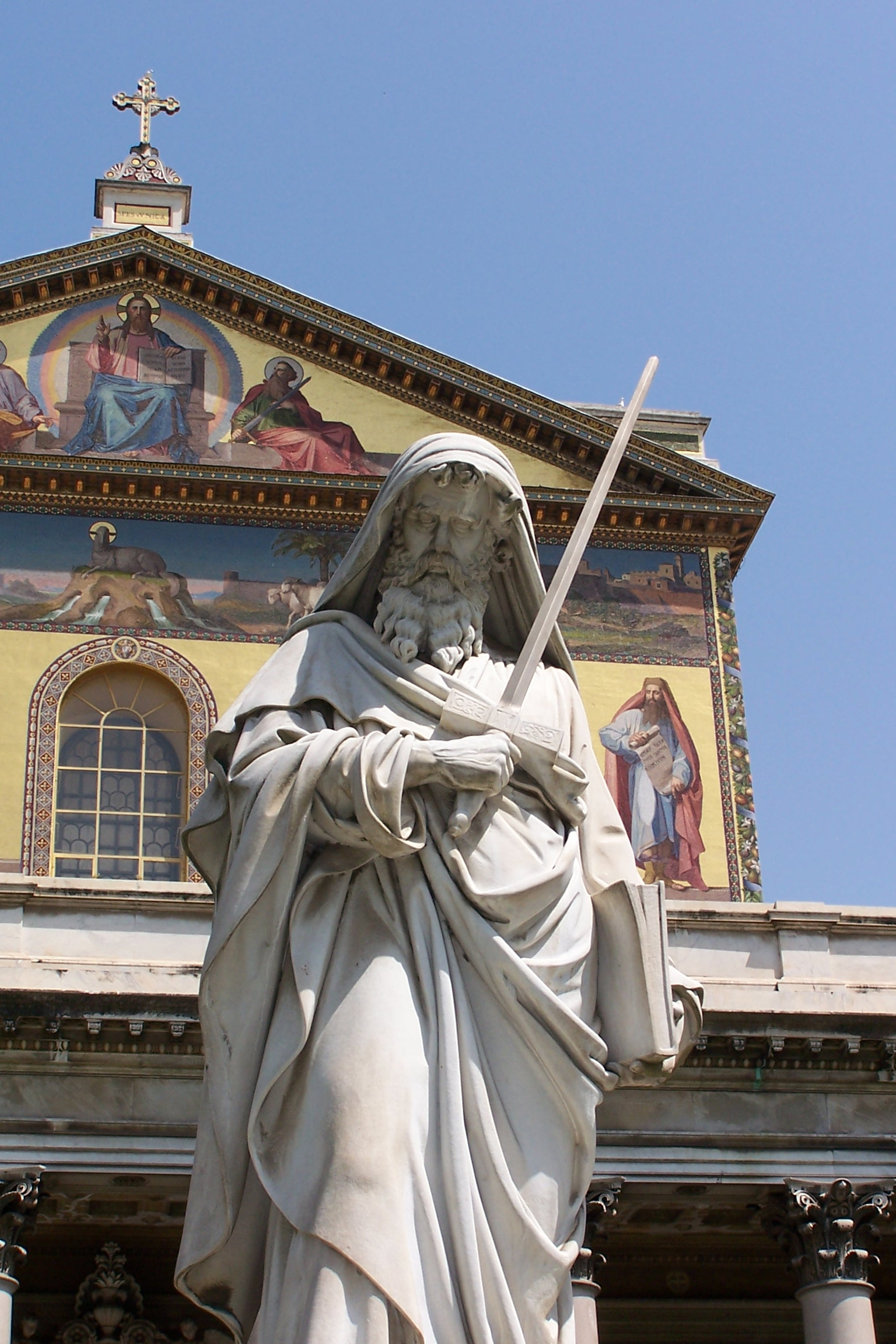
Статуя апостола Павла
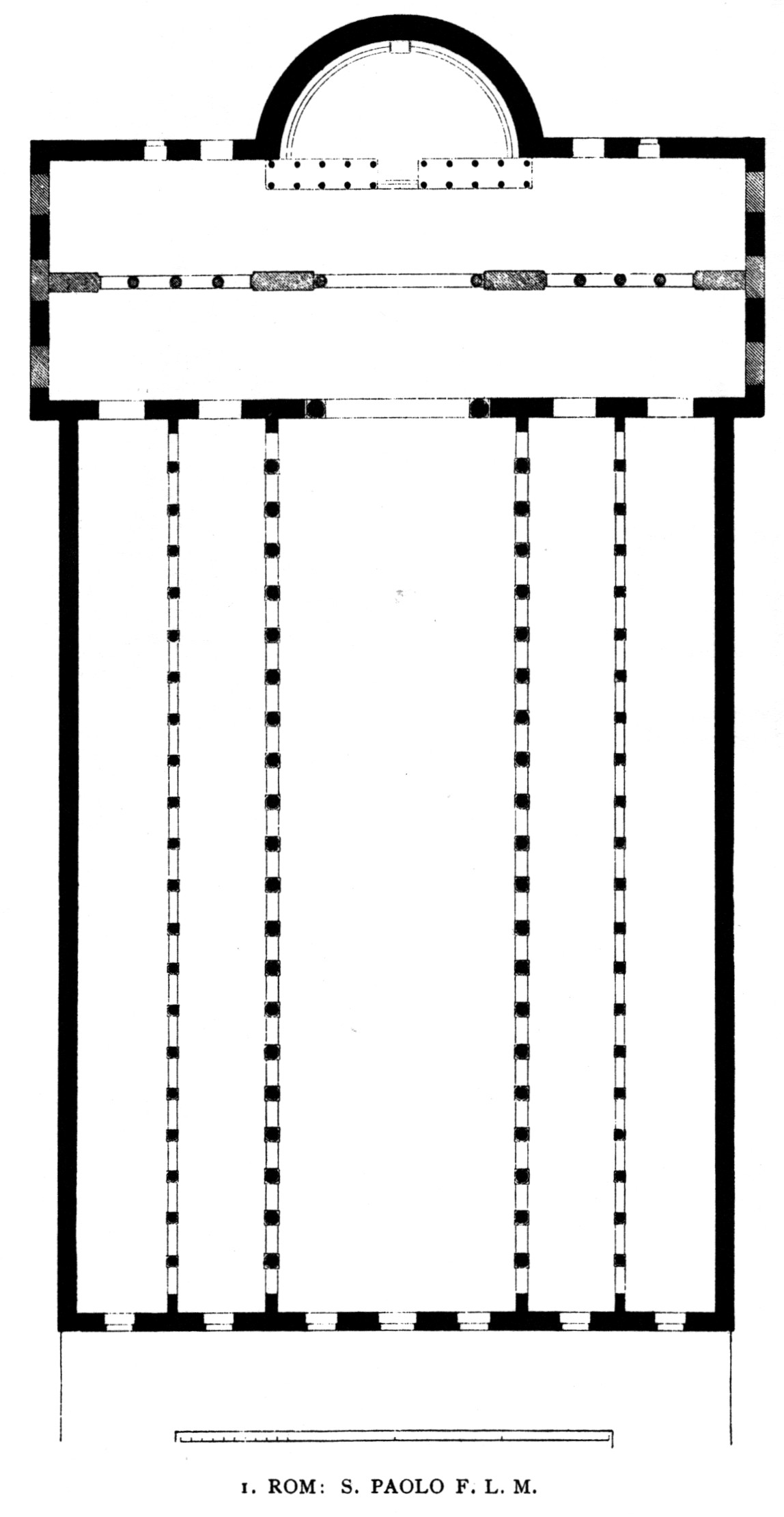
Поземна проєкція базиліки